# Liste der Wappen im Bezirk Grieskirchen
Die Liste der Wappen im Bezirk Grieskirchen zeigt die Wappen der Gemeinden im oberösterreichischen Bezirk Grieskirchen.

## Wappen der Städte, Marktgemeinden und Gemeinden

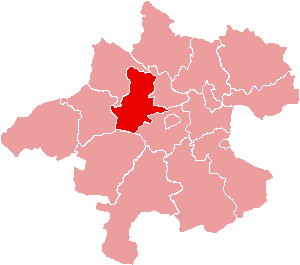
Lage in Oberösterreich
Aistersheim
Bad Schallerbach
Eschenau im Hausruckkreis
Gallspach
Gaspoltshofen
Geboltskirchen
Grieskirchen
Haag am Hausruck
Heiligenberg
Hofkirchen an der Trattnach
Kallham
Kematen am Innbach
Meggenhofen
Michaelnbach
Natternbach
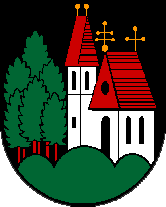
Neukirchen am Walde
Neumarkt im Hausruckkreis
Peuerbach
Pollham
Pötting
Pram
Rottenbach
Schlüßlberg
St. Agatha
St. Georgen bei Grieskirchen
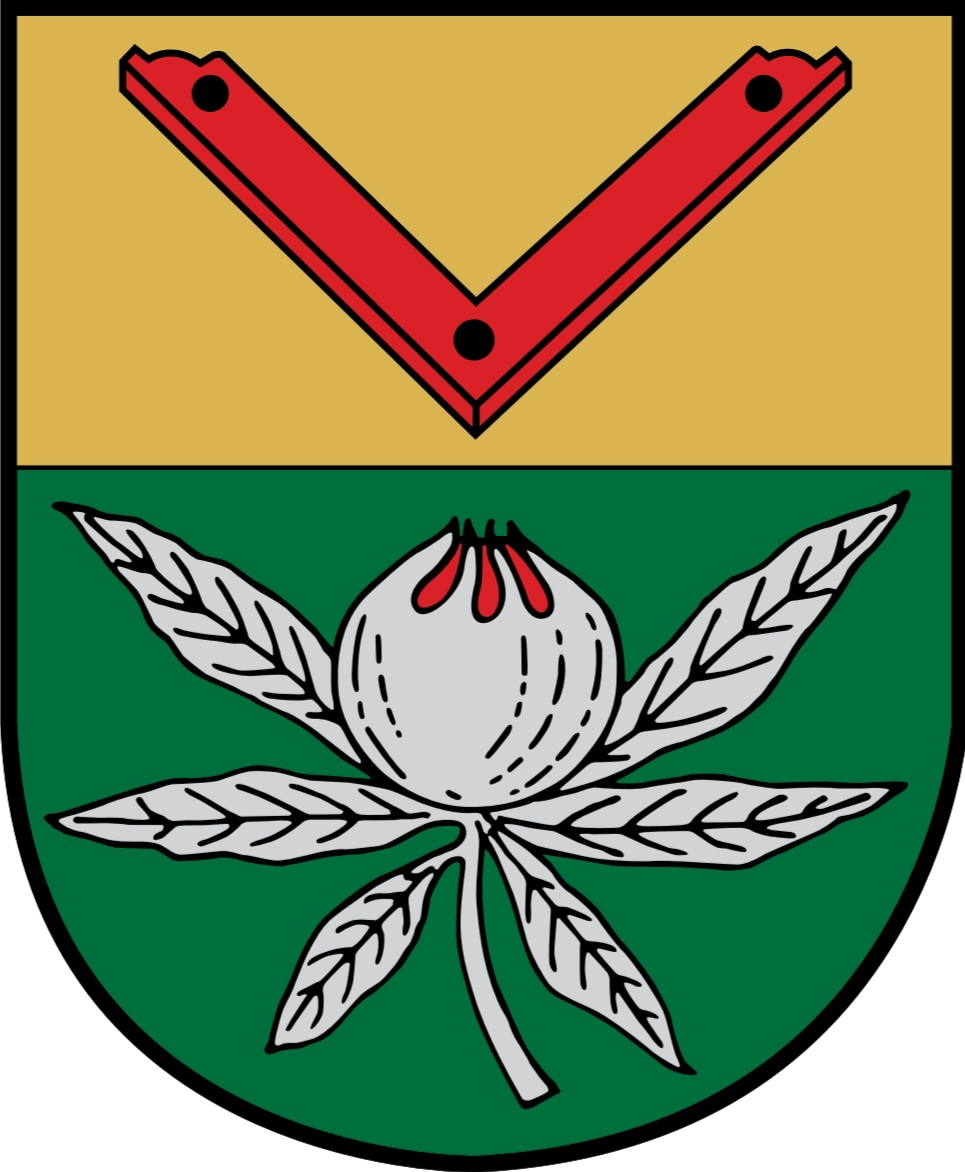
St. Thomas
Steegen
Taufkirchen an der Trattnach
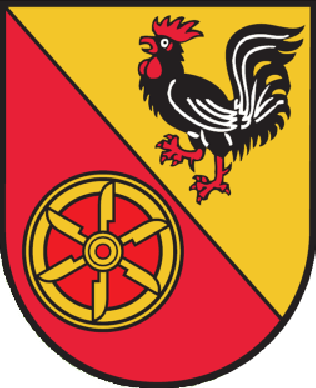
Tollet
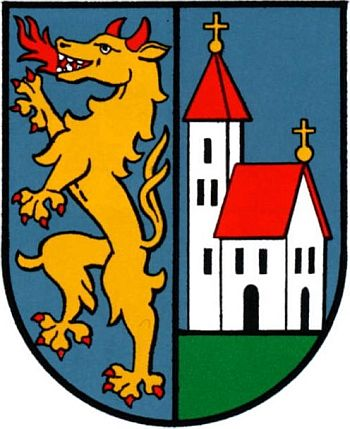
Waizenkirchen
Wallern an der Trattnach
Weibern
Wendling